# Lista localităților din Slovenia (Š)
Lista localităților din Slovenia care încep cu litera  Š.
Lista localităților:
A -
B -
C -
Č -
D -
E -
F -
G -
H -
I -
J -
K -
L -
M -
N -
O -
P -
R -
S -
Š -
T -
U -
V -
Z -
Ž
| Localitate                       | Comună                         | Imagine |
| -------------------------------- | ------------------------------ | ------- |
| Šafarsko                         | Comuna Razkrižje               |         |
| Šahovec                          | Comuna Trebnje                 |         |
| Šalamenci                        | Comuna Puconci                 |         |
| Šalara                           | Comuna urbană Koper            |         |
| Šalinci                          | Comuna Ljutomer                |         |
| Šalka vas                        | Comuna Kočevje                 |         |
| Šalovci                          | Comuna Središče ob Dravi       |         |
| Šalovci                          | Comuna Šalovci                 |         |
| Šardinje                         | Comuna Ormož                   |         |
| Šared                            | Comuna Izola                   |         |
| Šavna Peč                        | Comuna Hrastnik                |         |
| Ščit                             | Comuna Šmartno pri Litiji      |         |
| Ščurki                           | Comuna Velike Lašče            |         |
| Šebrelje                         | Comuna Cerkno                  |         |
| Šedem                            | Comuna Krško                   |         |
| Šedina                           | Comuna Šentjur                 |         |
| Šegova vas                       | Comuna Loški potok             |         |
| Šeki                             | Comuna urbană Koper            |         |
| Šembije                          | Comuna Ilirska Bistrica        |         |
| Šemnik                           | Comuna Zagorje ob Savi         |         |
| Šempas                           | Comuna urbană Nova Gorica      |         |
| Šempeter pri Gorici              | Comuna Šempeter - Vrtojba      |         |
| Šempeter v Savinjski dolini      | Comuna Žalec                   |         |
| Šenbric                          | Comuna urbană Velenje          |         |
| Šenčur                           | Comuna Šenčur                  |         |
| Šentanel                         | Comuna Prevalje                |         |
| Šentgotard                       | Comuna Zagorje ob Savi         |         |
| Šentilj pod Turjakom             | Comuna Mislinja                |         |
| Šentilj v Slovenskih goricah     | Comuna Šentilj                 |         |
| Šentjakob                        | Comuna Šentjernej              |         |
| Šentjanž nad Dravčami            | Comuna Vuzenica                |         |
| Šentjanž nad Štorami             | Comuna Štore                   |         |
| Šentjanž pri Dravogradu          | Comuna Dravograd               |         |
| Šentjanž                         | Comuna Mozirje                 |         |
| Šentjanž                         | Comuna Sevnica                 |         |
| Šentjernej                       | Comuna Šentjernej              |         |
| Šentjošt nad Horjulom            | Comuna Dobrova - Polhov Gradec |         |
| Šentjošt                         | Comuna urbană Novo mesto       |         |
| Šentjungert                      | Comuna urbană Celje            |         |
| Šentjur na Polju                 | Comuna Sevnica                 |         |
| Šentjur                          | Comuna Šentjur                 |         |
| Šentjurij na Dolenjskem          | Comuna Mirna Peč               |         |
| Šentjurje                        | Comuna Ivančna Gorica          |         |
| Šentlambert                      | Comuna Zagorje ob Savi         |         |
| Šentlovrenc                      | Comuna Trebnje                 |         |
| Šentovec                         | Comuna Slovenska Bistrica      |         |
| Šentožbolt                       | Comuna Lukovica                |         |
| Šentpavel na Dolenjskem          | Comuna Ivančna Gorica          |         |
| Šentpavel pri Domžalah           | Comuna Domžale                 |         |
| Šentpavel                        | Comuna urbană Ljubljana        |         |
| Šentrupert                       | Comuna Braslovče               |         |
| Šentrupert                       | Comuna Laško                   |         |
| Šentrupert                       | Comuna Šentrupert              |         |
| Šenturška Gora                   | Comuna Cerklje na Gorenjskem   |         |
| Šentvid pri Grobelnem            | Comuna Šmarje pri Jelšah       |         |
| Šentvid pri Lukovici             | Comuna Lukovica                |         |
| Šentvid pri Planini              | Comuna Šentjur                 |         |
| Šentvid pri Stični               | Comuna Ivančna Gorica          |         |
| Šentvid pri Zavodnju             | Comuna Šoštanj                 |         |
| Šentviška Gora                   | Comuna Tolmin                  |         |
| Šepulje                          | Comuna Sežana                  |         |
| Šerovo                           | Comuna Šmarje pri Jelšah       |         |
| Šestdobe                         | Comuna Rače - Fram             |         |
| Šešče pri Preboldu               | Comuna Prebold                 |         |
| Šetarova                         | Comuna Lenart                  |         |
| Ševlje                           | Comuna Škofja Loka             |         |
| Ševnica                          | Comuna Mirna                   |         |
| Šibelji                          | Comuna Komen                   |         |
| Šibenik                          | Comuna Šentjur                 |         |
| Šikole                           | Comuna Kidričevo               |         |
| Šilentabor                       | Comuna Pivka                   |         |
| Šinkov Turn                      | Comuna Vodice                  |         |
| Šipek                            | Comuna Črnomelj                |         |
| Širje                            | Comuna Laško                   |         |
| Širmanski Hrib                   | Comuna Litija                  |         |
| Široka Set                       | Comuna Litija                  |         |
| Škalce                           | Comuna Slovenske Konjice       |         |
| Škale                            | Comuna urbană Velenje          |         |
| Škalske Cirkovce                 | Comuna urbană Velenje          |         |
| Škamevec                         | Comuna Velike Lašče            |         |
| Škarnice                         | Comuna Dobje                   |         |
| Škedenj                          | Comuna Slovenske Konjice       |         |
| Škemljevec                       | Comuna Metlika                 |         |
| Šklendrovec                      | Comuna Zagorje ob Savi         |         |
| Škocjan                          | Comuna Divača                  |         |
| Škocjan                          | Comuna Domžale                 |         |
| Škocjan                          | Comuna Grosuplje               |         |
| Škocjan                          | Comuna urbană Koper            |         |
| Škocjan                          | Comuna Škocjan                 |         |
| Škofce                           | Comuna Laško                   |         |
| Škofi                            | Comuna Komen                   |         |
| Škofija                          | Comuna Šmarje pri Jelšah       |         |
| Škofja Loka                      | Comuna Škofja Loka             |         |
| Škofja Riža                      | Comuna Trbovlje                |         |
| Škofja vas                       | Comuna urbană Celje            |         |
| Škoflje                          | Comuna Divača                  |         |
| Škoflje                          | Comuna Ivančna Gorica          |         |
| Škofljica                        | Comuna Škofljica               |         |
| Škovec                           | Comuna Sevnica                 |         |
| Škovec                           | Comuna Trebnje                 |         |
| Škrabče                          | Comuna Bloke                   |         |
| Škrajnek                         | Comuna Ribnica                 |         |
| Škrbina                          | Comuna Komen                   |         |
| Škrilje                          | Comuna Ig                      |         |
| Škrilje                          | Comuna Metlika                 |         |
| Škrjanče pri Novem mestu         | Comuna urbană Novo mesto       |         |
| Škrjanče                         | Comuna Ivančna Gorica          |         |
| Škrjanče                         | Comuna Mirna                   |         |
| Škrjančevo                       | Comuna Domžale                 |         |
| Škrljevo                         | Comuna Šentrupert              |         |
| Škrlovica                        | Comuna Velike Lašče            |         |
| Škufče                           | Comuna Bloke                   |         |
| Šlovrenc                         | Comuna Brda                    |         |
| Šmalčja vas                      | Comuna Šentjernej              |         |
| Šmarata                          | Comuna Loška Dolina            |         |
| Šmarca                           | Comuna Kamnik                  |         |
| Šmarčna                          | Comuna Sevnica                 |         |
| Šmarje pri Jelšah                | Comuna Šmarje pri Jelšah       |         |
| Šmarje pri Sežani                | Comuna Sežana                  |         |
| Šmarje                           | Comuna Ajdovščina              |         |
| Šmarje                           | Comuna urbană Koper            |         |
| Šmarje                           | Comuna Šentjernej              |         |
| Šmarje - Sap                     | Comuna Grosuplje               |         |
| Šmarješke Toplice                | Comuna Šmarješke Toplice       |         |
| Šmarjeta pri Celju               | Comuna urbană Celje            |         |
| Šmarjeta                         | Comuna Šmarješke Toplice       |         |
| Šmartinske Cirkovce              | Comuna urbană Velenje          |         |
| Šmartno na Pohorju               | Comuna Slovenska Bistrica      |         |
| Šmartno ob Dreti                 | Comuna Nazarje                 |         |
| Šmartno ob Paki                  | Comuna Šmartno ob Paki         |         |
| Šmartno pri Litiji               | Comuna Šmartno pri Litiji      |         |
| Šmartno pri Slovenj Gradcu       | Comuna urbană Slovenj Gradec   |         |
| Šmartno v Rožni dolini           | Comuna urbană Celje            |         |
| Šmartno v Tuhinju                | Comuna Kamnik                  |         |
| Šmartno                          | Comuna Brda                    |         |
| Šmartno                          | Comuna Cerklje na Gorenjskem   |         |
| Šmatevž                          | Comuna Braslovče               |         |
| Šmaver                           | Comuna urbană Nova Gorica      |         |
| Šmaver                           | Comuna Trebnje                 |         |
| Šmihel nad Mozirjem              | Comuna Mozirje                 |         |
| Šmihel pod Nanosom               | Comuna Postojna                |         |
| Šmihel pri Žužemberku            | Comuna Žužemberk               |         |
| Šmihel                           | Comuna Laško                   |         |
| Šmihel                           | Comuna urbană Nova Gorica      |         |
| Šmihel                           | Comuna Pivka                   |         |
| Šmiklavž pri Škofji vasi         | Comuna urbană Celje            |         |
| Šmiklavž                         | Comuna Gornji Grad             |         |
| Šmiklavž                         | Comuna urbană Slovenj Gradec   |         |
| Šmohor                           | Comuna Laško                   |         |
| Šober                            | Comuna urbană Maribor          |         |
| Šomat                            | Comuna Šentilj                 |         |
| Šoštanj                          | Comuna Šoštanj                 |         |
| Špeharji                         | Comuna Črnomelj                |         |
| Špičnik                          | Comuna Kungota                 |         |
| Špitalič pri Slovenskih Konjicah | Comuna Slovenske Konjice       |         |
| Špitalič                         | Comuna Kamnik                  |         |
| Šprinc                           | Comuna Razkrižje               |         |
| Šratovci                         | Comuna Radenci                 |         |
| Šent Janž pri Radljah            | Comuna Radlje ob Dravi         |         |
| Štajer                           | Comuna Kostel                  |         |
| Štajerska vas                    | Comuna Slovenske Konjice       |         |
| Štajngrob                        | Comuna Sevnica                 |         |
| Štajngrova                       | Comuna Benedikt                |         |
| Štalcerji                        | Comuna Kočevje                 |         |
| Štangarske Poljane               | Comuna Šmartno pri Litiji      |         |
| Štanjel                          | Comuna Komen                   |         |
| Štatenberg                       | Comuna Makole                  |         |
| Štatenberk                       | Comuna Mokronog - Trebelno     |         |
| Štefan pri Trebnjem              | Comuna Trebnje                 |         |
| Štefanja Gora                    | Comuna Cerklje na Gorenjskem   |         |
| Štjak                            | Comuna Sežana                  |         |
| Štore                            | Comuna Štore                   |         |
| Štorje                           | Comuna Sežana                  |         |
| Štorovo                          | Comuna Bloke                   |         |
| Štravberk                        | Comuna urbană Novo mesto       |         |
| Štrekljevec                      | Comuna Semič                   |         |
| Štrihovec                        | Comuna Šentilj                 |         |
| Štrit                            | Comuna Škocjan                 |         |
| Štrukljeva vas                   | Comuna Cerknica                |         |
| Šturmovci                        | Comuna Videm                   |         |
| Šujica                           | Comuna Dobrova - Polhov Gradec |         |
| Šulinci                          | Comuna Gornji Petrovci         |         |
| Šumnik                           | Comuna Litija                  |         |
| Šutna                            | Comuna urbană Kranj            |         |
| Šutna                            | Comuna Krško                   |         |

Lista localităților:
A -
B -
C -
Č -
D -
E -
F -
G -
H -
I -
J -
K -
L -
M -
N -
O -
P -
R -
S -
Š -
T -
U -
V -
Z -
Ž